# Norman Malloy
 Norbert Joseph Malloy (Renfrew, 28 juli 1905 - Regina, 15 augustus 1982) was een Canadese ijshockeyspeler. 
Malloy werd in 1932 lid van de  Winnipeg Hockey Club, deze ploeg vertegenwoordigde Canada tijdens de Olympische Winterspelen 1932 in het Amerikaanse Lake Placid. Tijdens deze spelen speelde Malloy in vijf van de zes wedstrijden en scoorde driemaal en won uiteindelijk de gouden medaille.